# Pseudodebis vrazi
Pseudodebis vrazi är en fjärilsart som beskrevs av Napoleon Manuel Kheil 1896. Pseudodebis vrazi ingår i släktet Pseudodebis och familjen praktfjärilar. Inga underarter finns listade i Catalogue of Life.